# NGC 1252
NGC 1252 – gromada otwarta znajdująca się w gwiazdozbiorze Zegara. Odkrył ją John Herschel 4 grudnia 1834 roku. Znajduje się w odległości ok. 2577 lat świetlnych od Ziemi.